# Wierzbno (gmina)
Pour les articles homonymes, voir Wierzbno.
La gmina Wierzbno est un district administratif situé en milieu rural, dans le Węgrów en Voïvodie de Mazovie, dans le centre-est de la Pologne.
Son siège administratif (chef-lieu) est le village de Wierzbno, qui se situe environ 15 kilomètres au sud-ouest de Węgrów (siège de la powiat) et 58 kilomètres au nord-est de Varsovie (capitale de la Pologne).
La gmina couvre une superficie de 103,09 km2 pour une population de 3 100 habitants en 2006.

## Géographie
La Gmina Wierzbno comprend les villages de :

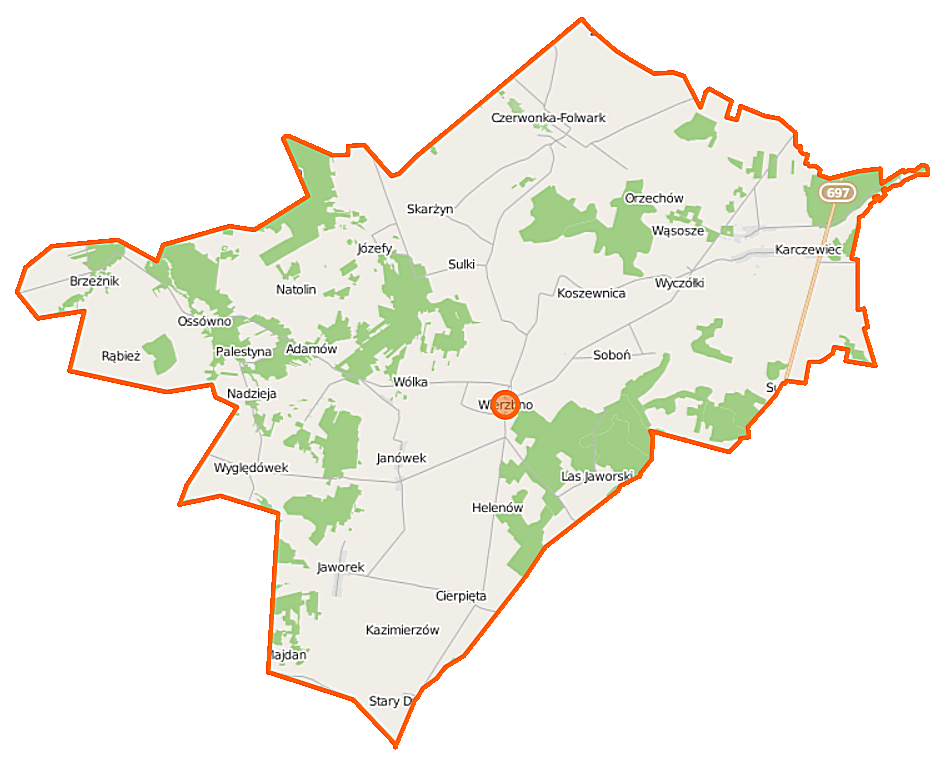
Plan de la gmina

- Adamów
- Brzeźnik
- Cierpięta
- Czerwonka
- Czerwonka-Folwark
- Filipy
- Helenów
- Janówek
- Jaworek
- Józefy
- Karczewiec
- Kazimierzów
- Koszewnica
- Krypy
- Las Jaworski
- Majdan
- Nadzieja
- Natolin
- Orzechów
- Ossówno
- Rąbież
- Skarżyn
- Soboń
- Stary Dwór
- Strupiechów
- Sulki
- Świdno
- Wąsosze
- Wierzbno
- Wólka
- Wyczółki
- Wyględówek

### Gminy voisines
La gmina de Wierzbno borde les gminy de :
- Dobre
- Grębków
- Kałuszyn
- Korytnica
- Liw

## Structure du terrain
D'après les données de 2002, la superficie de la commune de Wierzbno est de 103,09 km2, répartis comme telle :
- terres agricoles : 75 %
- forêts : 20 %

La commune représente 8,46 % de la superficie du powiat.

## Démographie
Données du 30 juin 2004 :
| Description        | Total  | Total | Femmes | Femmes | Hommes | Hommes |
| ------------------ | ------ | ----- | ------ | ------ | ------ | ------ |
| Unité              | Nombre | %     | Nombre | %      | Nombre | %      |
| Population         | 3 189  | 100   | 1 546  | 48,5   | 1 643  | 51,5   |
| Densité (hab./km²) | 30,9   | 30,9  | 15     | 15     | 15,9   | 15,9   |